# 崔暹 (都督)
崔暹（5世纪—528年），字元钦，清河郡东武城县（今河北省衡水市故城县）人，出自清河崔氏定著六房之一的郑州崔氏。
崔暹世居荥阳、颍川之间。性情猛酷，很少有仁恕，奸猾好利，善事权贵。开始以秀才官至南兖州刺史，盗用官瓦，赃污狼藉，为御史中尉李平弹劾，免官。后来行豫州事，不久担任豫州刺史。因为派遣儿子析户，分隶三县，广占田宅，藏匿官奴，被御史中尉王显弹劾，免官。后来历任平北将军、瀛州刺史。依然贪暴如故。在州北出猎，单骑至乡村，问打水的农妇：刺史声誉如何？民妇说百姓何罪，反得癞儿刺史。崔暹默然而去。因为不称职被解还京。魏孝明帝时，武川镇反，诏崔暹为都督，隶属于大都督李崇随军作战。违令战败，私逃回京师。贿赂元叉女妓园田，获免无罪。建义初年，死于河阴之变。赠司徒公、冀州刺史，追封武津县公。

## 子
崔瓒，字绍珍。位兼尚书左丞，卒。崔瓒妻，魏孝庄帝妹，后封襄城长公主，故特赠崔瓒冀州刺史。崔瓒子崔茂，字祖昂，袭祖爵。

## 延伸阅读
[在维基数据编辑]
 《魏書·卷89》，出自魏收《魏书》